# Joe Alwyn
Joseph Matthew (Joe) Alwyn (Londen, 21 februari 1991) is een Britse acteur.

## Carrière
Joe Alwyn werd in 1991 geboren in Noord-Londen. Zijn vader is een documentairemaker en zijn moeder is een psychotherapeute. In zijn late tienerjaren sloot hij zich aan bij de National Youth Theatre. Daarnaast studeerde hij aan de Universiteit van Bristol in de richting Engelstalige literatuur. Hij studeerde in 2012 af en behaalde nadien een bachelordiploma in acteren aan de Royal Central School of Speech & Drama.
In 2015 werd de toen nog onbekende en studerende Alwyn gecast als hoofdrolspeler in het oorlogsdrama Billy Lynn's Long Halftime Walk (2016) van regisseur Ang Lee. Nadien vertolkte hij bijrollen in films als Operation Finale (2018), The Favourite (2018) en Boy Erased (2018).
In 2021 won hij een grammy (album of the year) met het album Folklore (2020) waaraan hij meewerkte. 

## Privéleven
Alwyn had 6 jaar lang een relatie met de zangeres Taylor Swift. In 2017 maakten ze hun relatie openbaar. Het stel had elkaar ontmoet tijdens het Met Gala in 2016. Hij heeft meegewerkt aan Swift's albums Folklore en Evermore (beide uit 2020). In april 2023 ging het stel uit elkaar.  

## Filmografie

### Films
- Billy Lynn's Long Halftime Walk (2016)
- The Sense of an Ending (2017)
- Operation Finale (2018)
- The Favourite (2018)
- Boy Erased (2018)
- Mary Queen of Scots (2018)
- Harriet (2019)
- The Souvenir Part II (2021)
- The Last Letter From Your Lover (2021)
- Stars at Noon (2022)
- Catherine Called Birdy (2022)
- Kinds of Kindness (2024)
- The Brutalist (2024)

### Televisieseries
- A Christmas Carol (2019)
- Conversations with friends (2022)